# Zwemmen op de Olympische Jeugdzomerspelen 2014
Zwemmen is een van de olympische sporten die beoefend werden tijdens de Olympische Jeugdzomerspelen 2014 in Nanjing. De competitie liep van 17 tot en met 22 augustus in het Nanjing Olympic Sports Center. Er werd in 36 onderdelen gestreden voor de gouden medaille: zeventien bij de jongens, zeventien bij de meisjes en twee gemengde teamcompetities. De 800 meter vrije slag was voor meisjes en jongens toegevoegd aan het programma.

## Kalender
| Augustus | 17 | 18 | 19 | 20 | 21 | 22 | 23 | 24 | 25 | 26 | 27 |
| -------- | -- | -- | -- | -- | -- | -- | -- | -- | -- | -- | -- |
| Zwemmen  |    | 3  | 8  | 5  | 7  | 4  | 9  |    |    |    |    |

|  | Finale |

## Medailles

### Jongens
| Onderdeel          | Goud    | Goud                                                             | Zilver | Zilver                                                              | Brons | Brons                                                           |
| ------------------ | ------- | ---------------------------------------------------------------- | ------ | ------------------------------------------------------------------- | ----- | --------------------------------------------------------------- |
| 50 m vrije slag    | CHN     | Hexin Yu                                                         | BRA    | Matheus Santana                                                     | TRI   | Dylan Carter                                                    |
| 100 m vrije slag   | BRA     | Matheus Santana                                                  | CHN    | Hexin Yu                                                            | GER   | Damian Wierling                                                 |
| 200 m vrije slag   | ITA     | Nicolangelo di Fabio                                             | NED    | Kyle Stolk                                                          | GER   | Damian Wierling                                                 |
| 400 m vrije slag   | UKR     | Mychailo Romantsjoek                                             | ESA    | Marcelo Alberto Acosta                                              | NOR   | Henrik Christiansen                                             |
| 800 m vrije slag   | EGY     | Akram Ahmed                                                      | UKR    | Mychailo Romantsjoek                                                | NOR   | Henrik Christiansen                                             |
| 50 m rugslag       | RUS     | Jevgeni Rylov                                                    | GRE    | Apostolos Christou                                                  | ITA   | Simone Sabbioni                                                 |
| 100 m rugslag      | RUS ITA | Jevgeni Rylov Simone Sabbioni                                    |        | Niet uitgereikt                                                     | CHN   | Li Guangyuan                                                    |
| 200 m rugslag      | CHN     | Guangyuan Li                                                     | RUS    | Jevgeni Rylov                                                       | GBR   | Luke Greenbank                                                  |
| 50 m schoolslag    | CRO     | Nikola Obrovac                                                   | VEN    | Carlos Claverie                                                     | RUS   | Anton Tsjoepkov                                                 |
| 100 m schoolslag   | RUS     | Anton Tsjoepkov                                                  | GER    | Maximilian Pilger                                                   | VEN   | Carlos Claverie                                                 |
| 200 m schoolslag   | JPN     | Ippei Watanabe                                                   | VEN    | Carlos Claverie                                                     | RUS   | Anton Tsjoepkov                                                 |
| 50 m vlinderslag   | CHN     | Hexin Yu                                                         | TRI    | Dylan Carter                                                        | NED   | Mathys Goosen                                                   |
| 100 m vlinderslag  | CHN     | Zhuhao Li                                                        | RUS    | Aleksandr Sadovnikov                                                | AUS   | Nicholas Brown                                                  |
| 200 m vlinderslag  | HUN     | Tamás Kenderesi                                                  | HUN    | Benjámin Grátz                                                      | ITA   | Giacomo Carini                                                  |
| 200 m wisselslag   | HUN     | Benjámin Grátz                                                   | LTU    | Povilas Strazdas                                                    | HUN   | Norbert Szabo                                                   |
| 4x100 m vrije slag | GBR     | Duncan Scott Martyn Walton Luke Greenbank Miles Munro            | ITA    | Alessandro Bori Nicolangelo Di Fabio Giacomo Carini Simone Sabbioni | GER   | Marek Ulrich Damian Wierling Alexander Kunert Maximilian Pilger |
| 4x100 m wisselslag | RUS     | Jevgeni Rylov Aleksandr Sadovnikov Anton Tsjoepkov Filipp Sjopin | GER    | Maximilian Pilger Damian Wierling Alexander Kunert Marek Ulrich     | AUS   | Grayson Bell Kyle Chalmers Nicholas Brown Nic Groenewald        |

### Meisjes
| Onderdeel          | Goud    | Goud                                  | Zilver | Zilver                                                             | Brons | Brons                                                |
| ------------------ | ------- | ------------------------------------- | ------ | ------------------------------------------------------------------ | ----- | ---------------------------------------------------- |
| 50 m vrije slag    | RUS     | Rozalja Nasretdinova                  | AUS    | Ami Matsuo                                                         | RUS   | Darja Oestinova                                      |
| 100 m vrije slag   | CHN     | Shen Duo                              | HKG    | Siobhan Bernadette Haughey                                         | CHN   | Qiu Yuhan                                            |
| 200 m vrije slag   | CHN     | Shen Duo                              | CHN    | Qiu Yuhan                                                          | AUS   | Brianna Throssell                                    |
| 400 m vrije slag   | USA     | Hannah Moore                          | THA    | Sarisa Suwannachet                                                 | GER   | Kathrin Demler                                       |
| 800 m vrije slag   | ITA     | Simona Quadarella                     | ESP    | Jimena Perez Blanco                                                | BAH   | Joanna Evans                                         |
| 50 m rugslag       | NED     | Maaike de Waard                       | GBR    | Jessica Fullalove                                                  | NZL   | Gabrielle Fa'amausili                                |
| 100 m rugslag      | USA     | Clara Smiddy                          | GBR    | Jessica Fullalove                                                  | NZL   | Bobbi Gichard                                        |
| 200 m rugslag      | ITA USA | Ambra Esposito Hannah Moore           |        | Niet uitgereikt                                                    | ESP   | Africa Zamorano Sanz                                 |
| 50 m schoolslag    | LTU     | Rūta Meilutytė                        | GER    | Julia Willers                                                      | HUN   | Anna Sztankovics                                     |
| 100 m schoolslag   | LTU     | Rūta Meilutytė                        | CHN    | Yun He                                                             | UKR   | Anastasiya Malyavina                                 |
| 200 m schoolslag   | UKR     | Anastasiya Malyavina                  | KOR    | Jiwon Yang                                                         | HUN   | Anna Sztankovics                                     |
| 50 m vlinderslag   | RUS     | Rozalja Nasretdinova                  | SUI    | Svenja Stoffel                                                     | SLO   | Nastja Govejsek                                      |
| 100 m vlinderslag  | HUN     | Liliána Szilágyi                      | CHN    | Zhang Yufei                                                        | AUS   | Brianna Throssell                                    |
| 200 m vlinderslag  | HUN     | Liliána Szilágyi                      | CHN    | Zhang Yufei                                                        | AUS   | Brianna Throssell                                    |
| 200 m wisselslag   | VIE     | Nguyen Thi Anh Vien                   | HKG    | Siobhan Bernadette Haughey                                         | USA   | Meghan Small                                         |
| 4x100 m vrije slag |         |                                       |        |                                                                    |       |                                                      |
| 4x100 m wisselslag | CHN     | He Yun Qiu Yuhan Shen Duo Zhang Yufei | GBR    | Charlotte Atkinson Georgina Evans Jessica Fullalove Amelia Maughan | AUS   | Ella Bond Amy Forrester Ami Matsuo Brianna Throssell |

### Gemengd
| Discipline         | Goud  | Zilver   | Brons     |
| ------------------ | ----- | -------- | --------- |
| 4x100 m vrije slag | China | Brazilië | Australië |
| 4x100 m wisselslag | China | Rusland  | Australië |

Atletiek · Badminton · Basketbal · Beachvolleybal · Boksen · Boogschieten · Gewichtheffen · Golf · Gymnastiek · Handbal · Hockey · Judo · Kanovaren · Moderne vijfkamp · Paardensport · Roeien · Rugby Sevens · Schermen · Schietsport · Schoonspringen · Taekwondo · Tafeltennis · Tennis · Triatlon · Voetbal · Wielersport · Worstelen · Zeilen · Zwemmen